# Aganippe Fossa
Aganippe Fossa é uma fossa em Marte que se estende de 4.1° a 13° latitude sul e 124.9° a 126.9° longitude oeste.  Seu nome vem de uma formação de albedo clássica.  Seu nome foi aprovado pela UAI em 1976.
A figura ao lado exibe riscas escuras nos desfiladeiros de Aganippe Fossa. Tais riscas são comuns em Marte. Elas ocorrem nos barrancos íngremes das crateras, fossas e vales. As riscas são escuras em princípio. Elas clareiam com o passar do tempo. Às vezes elas tem início em um ponto minúsculo, então elas se expandem por centenas de metros. Foi observado que elas correm ao redor de obstáculos, como penedos.  Acredita-se que avalanches de poeira clara que expõem uma camada inferior mais escura. No entanto, várias ideias tem sido elaboradas para explicar essas riscas. Algumas envolvem água ou até mesmo o crescimento de organismos. As riscas aparecem em áreas cobertas por poeira. Grande parte da superfície de Marte é coberta por poeira. Poeira fina da atmosfera se deposita cobrindo toda a superfície.